# Massif de Saint-Cyr
Ne doit pas être confondu avec Mont Saint-Cyr.
Pour les articles homonymes, voir Saint-Cyr.
Le massif de Saint-Cyr est l'un des massifs montagneux qui bordent la ville de Marseille. Il est situé au nord des calanques de Marseille. Son point culminant est le mont Carpiagne (645 mètres) qui est aussi celui du parc national des Calanques.

## Géographie

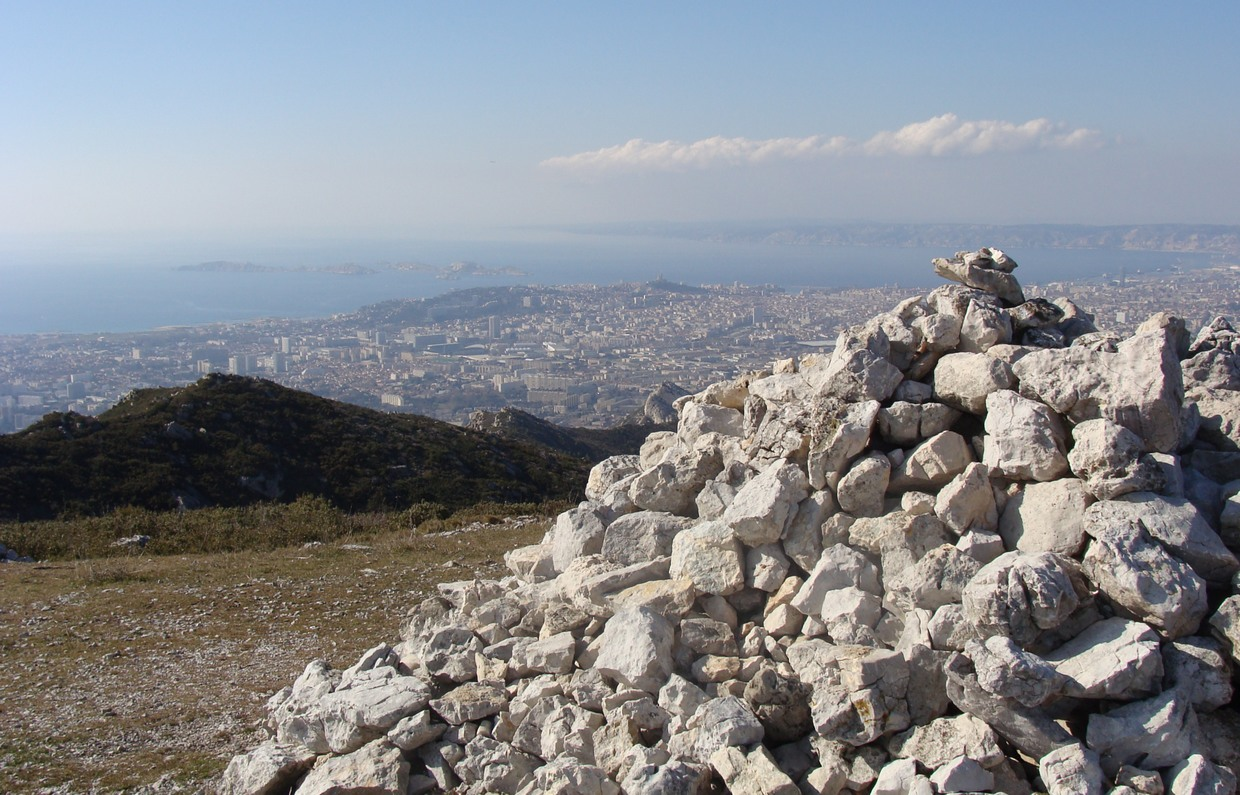
Marseille vue du sommet du mont Saint-Cyr

Le massif de Saint-Cyr est situé au sud-est de la ville de Marseille, entre la vallée de l'Huveaune au nord et le mont Puget au sud. La plus grande partie du massif est situé sur la commune de Marseille, dans les 9e, 10e et 11e arrondissements ; le nord-est se partage entre La Penne-sur-Huveaune et Aubagne.
Le cœur du massif est une pyramide, qui a deux sommets proches l'un de l'autre : Carpiagne (645 mètres) et Saint-Cyr (610 mètres), séparés par le col Sabatier (513 mètres). C'est le sommet de Saint-Cyr, le plus visible depuis la ville de Marseille, qui a donné son nom au massif.

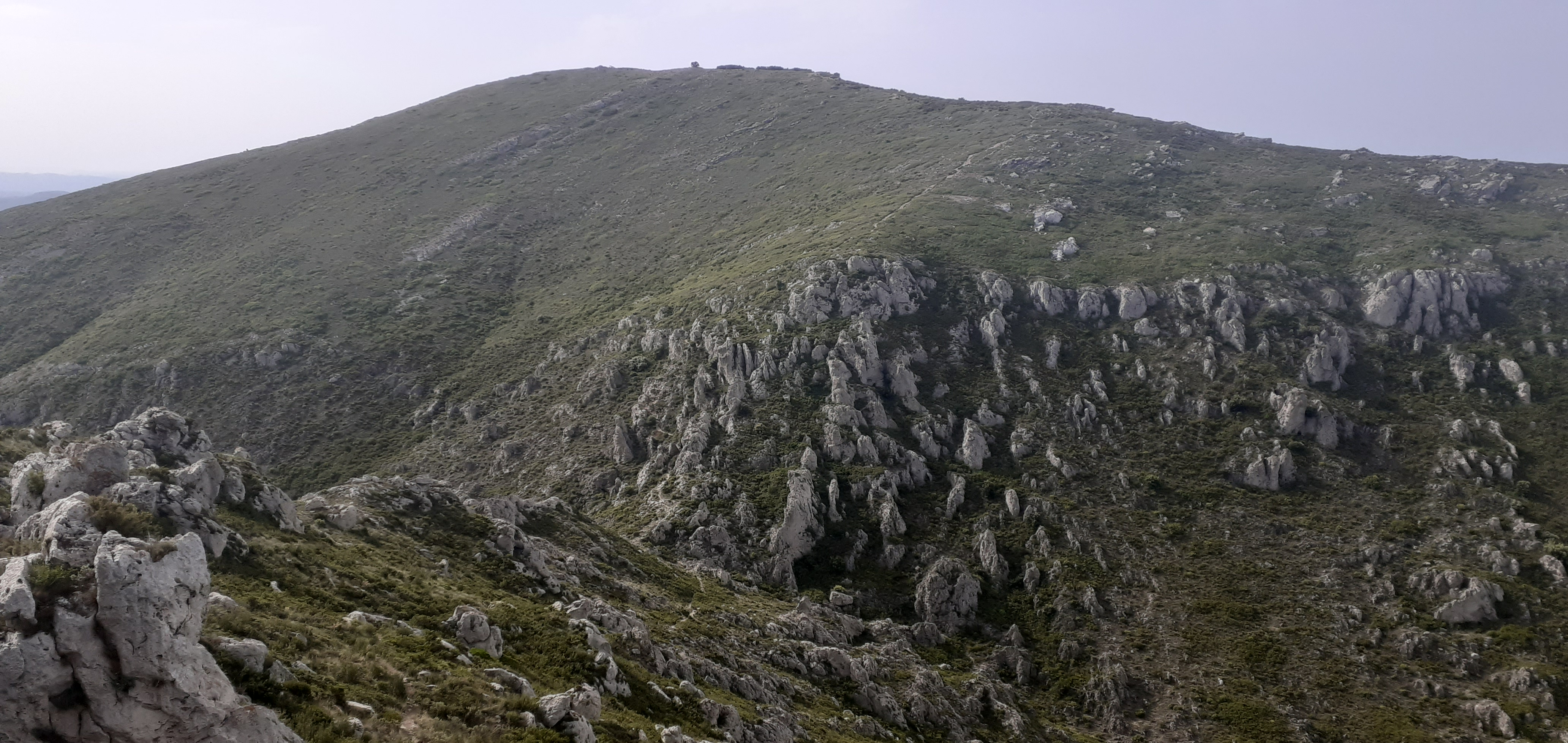
Le col Sabatier et le mont Carpiagne vus du mont Saint-Cyr.

À l'est, le sommet du mont Lantin (570 mètres) a la particularité à son ubac de présenter un éboulis où pousse une petite forêt d'Érable de Montpellier (Acer monspessulanum) et d'Alisier blanc (Sorbus aria). Il s'agit d'un vestige d'une forêt de feuillus jadis beaucoup plus étendue.
Quelques sommets secondaires avancés bordent le massif au nord :
- le mont Sainte-Croix (319 mètres) au-dessus du quartier de Saint-Tronc ;
- le rocher de la Croix (302 mètres) au-dessus de Saint-Marcel ;

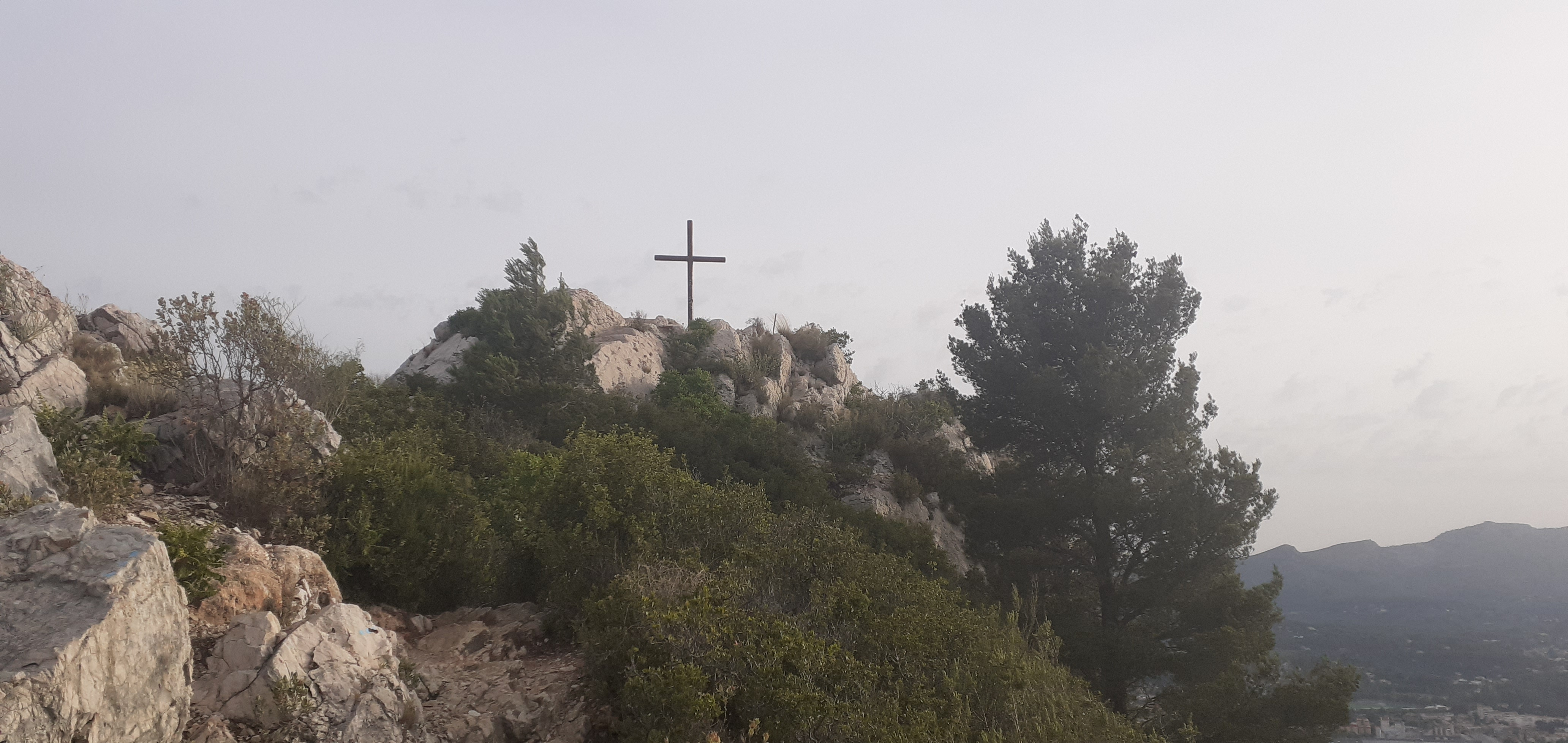
La croix Saint-Marcel sur l'itinéraire de montée au mont Saint-Cyr.

- la Candolle (404 mètres) au-dessus de La Penne-sur-Huveaune ;
- le Télégraphe (321 mètres) au-dessus de La Penne-sur-Huveaune et d'Aubagne.

Au sud-ouest une cassure importante dans le relief a reçu le nom évocateur de « Muraille de Chine ». À l'est, le massif se prolonge par des collines aux reliefs marqués jusqu'aux confins du département du Var.
Le massif, entièrement constitué de roches calcaires, est entaillé de nombreux vallons qui évoquent un réseau hydrographique en étoile autour des sommets, mais dont aucun n'est parcouru par un cours d'eau, sauf après de fortes pluies. La seule source cartographiée, dite source des Eaux-Vives, en haut du vallon de la Barasse, coule rarement.
L'ancienne végétation, abondante, de bois et de garrigue, a pour l'essentiel disparu entre le XIXe et le XXe siècle, détruite par le pacage des troupeaux, l'alimentation en bois des fours à chaux, et les incendies. La végétation résiduelle est maigre et ingrate (ajonc de Provence, souvent appelé genêt épineux ou argeras, kermès, romarin), sur un sol caillouteux et sec, sauf dans les fonds de vallons où on trouve quelques résineux ou feuillus.

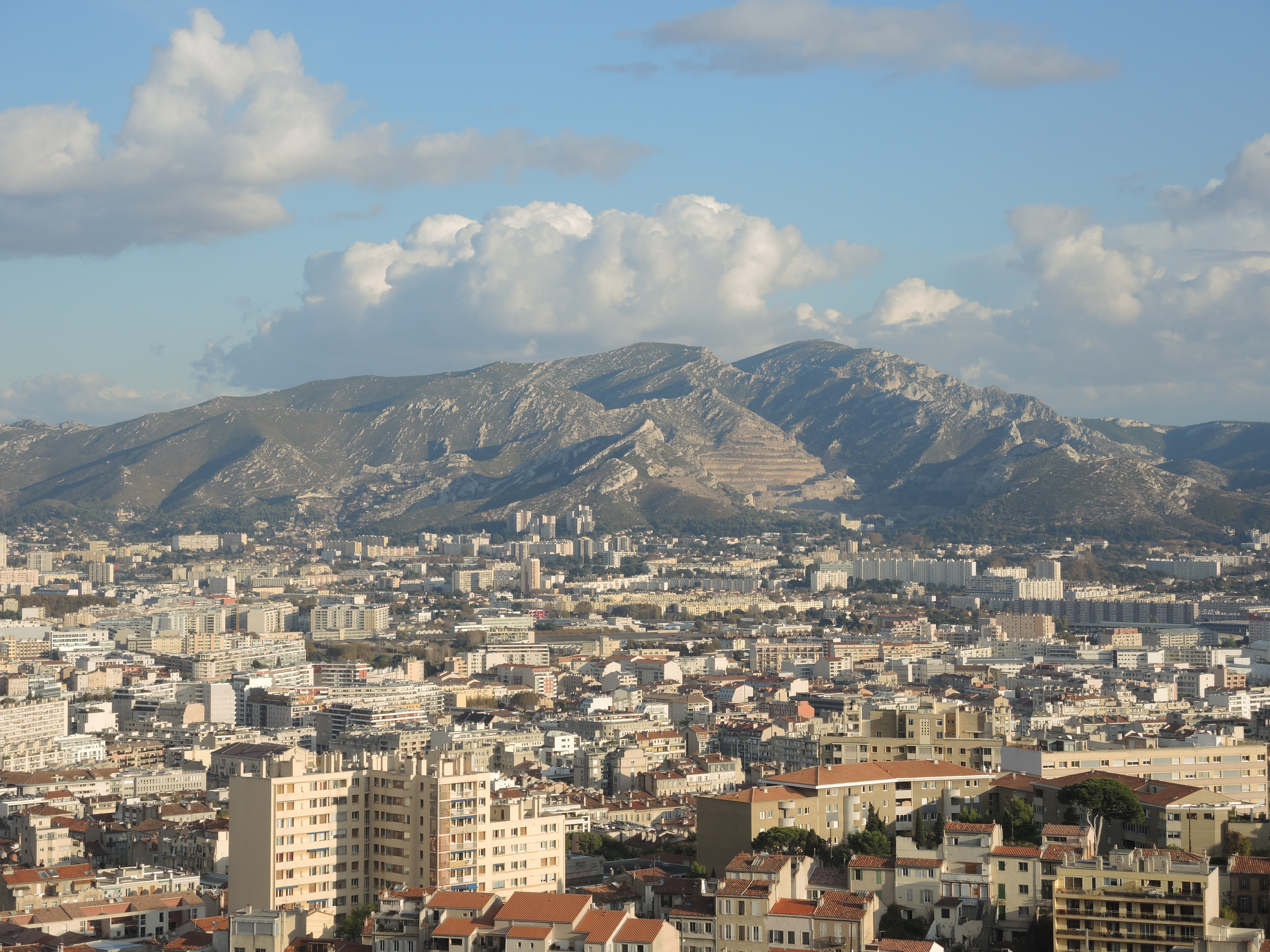
Vue des monts Saint-Cyr à gauche et Carpiagne à droite depuis Notre-Dame-de-la-Garde.

En ubac des sommets de Carpiagne et de Saint Cyr existent encore, malgré les incendies, les restes de l'association endémique des hautes crêtes calcaires ventées de basse Provence : l'association du Genêt de Lobel (Genista lobelii) avec la Tulipe de Cels, la Valériane tubéreuse, la Stipe pennée, et un arbrisseau rare en basse Provence, l'Épine-vinette (Berberis vulgaris). Le sommet du mont Carpiagne (645 m) atteint la limite inférieure de l'étage supraméditerrannéen caractérisé par le Chêne pubescent, l'amélanchier, les alisiers, le Genêt cendré etc. qui existaient encore jusqu'en 1979, date d'un important incendie. La présence de ces espèces d'altitude s'explique aussi par la fréquence et la violence du mistral qui refroidit davantage le sommet, où tombe une ou deux fois par an de la neige en petite quantité.

## L'occupation humaine
De par sa nature calcaire et son relief accentué, le massif n'est pas favorable à l'occupation humaine. Il a surtout constitué jusqu'au début du XXe siècle un espace de pâturages, dont témoignent encore quelques ruines de « jasses » (bergeries) et quelques restes de « restanques » (terrasses cultivées). Seul le vallon de la Bégude, à l'est, enclavé dans le domaine militaire de Carpiagne, abrite encore une importante exploitation agricole. On trouve çà et là des restes d'anciennes carrières, dont une de marbre, inattendue, au sommet d'une colline dominant Saint-Marcel. Au vallon de Toulouse, côté ouest, l'importante carrière Pérasso est toujours en activité.
La ville, proche sur tout le pourtour ouest et nord du massif, a peu empiété sur le relief. Seuls quelques groupes de villas ont grignoté la colline aux Trois-Ponts, et pénétré les vallons de Vaufrèges, de la Panouse, de la Forbine ou des Escourtines. La séparation, anciennement marquée, entre l'espace urbain et la « colline », reste visible, notamment sous forme de longs murs localement bien conservés.
Aucune route ne pénètre le massif, si ce n'est les ruelles en cul-de-sac desservant les maisons abritées au fond des quelques vallons habités. La route Marseille - Cassis, qui marque au sud la séparation avec le massif de Puget, offre un seul point d'accès, au col de la Gineste (altitude 326 mètres). À pied, la circulation n'est possible que sur quelques sentiers tracés dans les vallons, sur les crètes, ou les récentes « routes du feu ».
Près de la moitié du massif, au sud-est du sommet de Carpiagne, est occupée par le camp militaire de Carpiagne, site d'entraînement et d'instruction de l'armée de terre. L'accès au domaine d'entraînement est interdit.
En bordure de la ville, plusieurs espaces de nature sont ouverts au public :
- le parc des Bruyères, parc municipal aménagé ;
- le parc de la Forbine et le vallon de la Barasse, domaines départementaux, sauvages.

Le site de la Muraille de Chine est protégé (réserve de faune et de flore, accès interdit du 1er janvier au 15 juillet). Il est inclus dans le parc national des Calanques.

### Les résidus d'aluminium
En 1908, Péchiney a installé une usine d'alumine au bord de l'Huveaune au lieu-dit La Barasse, dont le crassier de boues rouges s'est en partie déversé dans le fleuve côtier. « À partir de 1948, les déchets sont amenés par téléphérique dans les collines voisines de Saint-Cyr aujourd’hui intégrées au parc national des Calanques. Un barrage bloque la sortie du vallon. Il est rehaussé au fur et à mesure des arrivées des déchets. En 1966, il atteignait 60 mètres et la plate-forme de boues rouges couvrait 7 ha. En 1989, une tentative de végétalisation et de limitation des envols de poussières a été réalisée à l'aide de pins d'Alep et d'érables de Montpellier. Les déchets faiblement radioactifs sont aujourd'hui sous la responsabilité du groupe minier anglo-saxon Rio Tinto ».

### L'incendie de l'été 2009
Le 22 juillet 2009, un tir à balles traçantes effectué à l'intérieur du camp de Carpiagne a mis le feu à la végétation particulièrement sèche dans cette zone. Le vent de sud-est qui soufflait ce jour-là a immédiatement poussé les flammes en direction de la crête, et les secours importants déployés n'ont pas pu le maîtriser.
Les habitations les plus menacées ont pu être protégées, mais l'incendie a ravagé la totalité de la partie ouest du massif, y compris la réserve naturelle de la Muraille de Chine et le parc des Bruyères, rares réserves naturelles du massif.

## Activités

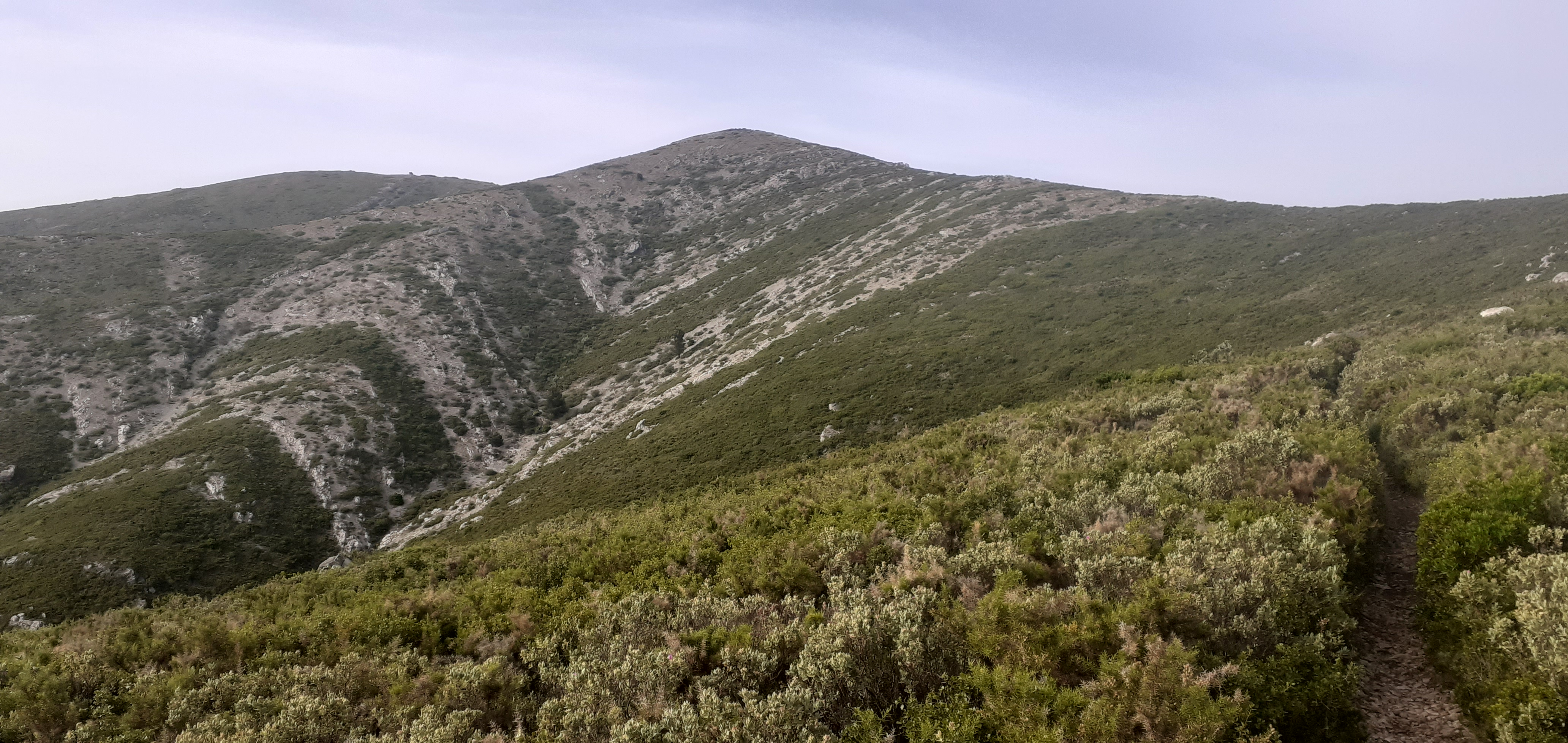
Sentier dans le maquis qui monte au mont Saint-Cyr (au centre) avec le mont Carpiagne (au fond à gauche).

De nombreux sentiers balisés permettent d'accéder à l'intérieur du massif depuis les différents quartiers urbains qui bordent le massif : les Trois-Ponts, Saint-Thys, Saint-Marcel, la Barasse, La Penne-sur-Huveaune. L'accès au mont Carpiagne, réglementé, est aussi possible depuis le col de la Gineste. Ces accès sont caillouteux, parfois raides, mais sans difficulté particulière. De tous les sommets, principaux et secondaires, on jouit d'une vue dégagée sur la ville de Marseille, la rade et les massifs environnants (Étoile, Garlaban, Sainte-Baume, montagne Sainte-Victoire). Du sommet du mont Carpiagne ou du mont Saint-Cyr, on voit la mer au large des Calanques au sud, la baie et les falaises de Cassis au sud-est. On aperçoit même, par temps clair, la chaîne des Alpes, le mont Ventoux et le massif du Luberon (en regardant derrière le massif de l'Étoile).

## Réglementation
Le site officiel du parc national des Calanques précise que l'ascension des monts Lantin, Carpiagne et Saint-Cyr sont interdits aux randonneurs, traileurs, etc. pour raison de sécurité (proximité des champs de tir). Toutefois, un panneau du Conservatoire du littoral, installé au col Sabatier (dans la zone interdite), informe de l'interdiction de se rendre à la Muraille de Chine pendant la période de reproduction d'espèces protégées. La présence de ce panneau sous-entend que l'accès au col et ses abords reste possible mais sous certaines conditions, notamment celle d'effectuer une demande d'autorisation préalable auprès des autorités militaires (DMD 13) à Marseille. Par ailleurs, si les fonds de carte de randonnée disponibles sur internet indiquent des itinéraires menant aux sommets incriminés, les sentiers sur le terrain ne sont pas, officiellement, balisés (suppression de la signalétique directionnelle).

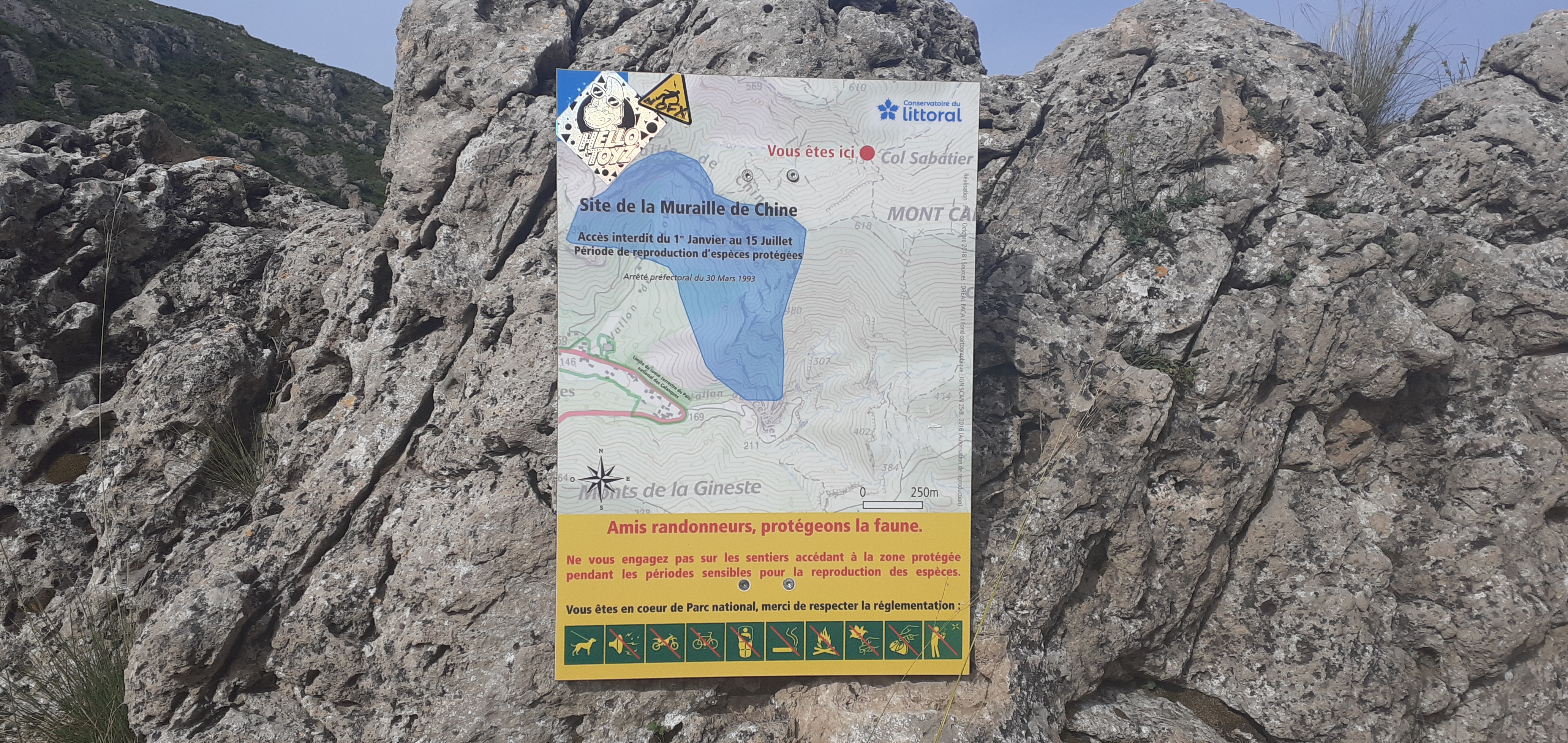
Panneau d'information à l'attention des visiteurs au col Sabatier.